# Aras Özbiliz
Aras Özbiliz (Armeens: Արազ Օզբիլիս) (Bakırköy, Istanboel, Turkije, 9 maart 1990) is een in Turkije geboren Armeens (tot 2011 Nederlands) voormalig profvoetballer die doorgaans als aanvaller speelde. Özbiliz speelde tussen 2012 en 2019 voor het Armeens voetbalelftal. 

## Clubcarrière

### Ajax
Toen Özbiliz als kleine jongen naar Hoorn verhuisde ging hij voetballen bij amateurclub HVV Hollandia. Op achtjarige leeftijd deed Özbiliz mee aan de talentendagen bij Ajax waarbij hij werd toegelaten. Özbiliz doorliep alle jeugdelftallen bij Ajax en maakte tijdens de voorbereiding van het seizoen 2010/11 deel uit van de selectie van Martin Jol.
In juni 2009 werd hij door zijn club uitgeroepen tot Talent van de Toekomst. Zijn debuut in de Eredivisie maakte hij op 28 november 2010 toen hij in de met 0-2 gewonnen wedstrijd tegen VVV-Venlo bij het begin van de tweede helft inviel voor Tainio. Zijn eerste competitiedoelpunt maakte hij op 3 april 2011, toen hij tien minuten voor tijd in de met 3-0 gewonnen thuiswedstrijd tegen Heracles Almelo de eindstand bepaalde. In de oefenwedstrijd tegen Independiente op 24 juli 2011 scoorde Aras Özbiliz drie keer binnen 7 minuten. Een persoonlijk record. Op 24 februari 2012 tijdens de wedstrijd Manchester United - Ajax ging Özbiliz de boeken in als de eerste speler die namens Ajax een goal maakte tegen Manchester op Old Trafford in Europees verband.

### Kuban Krasnodar
Begin augustus 2012 werd bekend dat Ajax en Kuban Krasnodar het eens waren geworden over een mogelijke transfer van Özbiliz naar Rusland. Op 6 augustus werd bekend dat Özbiliz tot een persoonlijk akkoord was gekomen, naar verluidt kostte de speler 1 miljoen euro.
Op 20 augustus 2012 debuteerde Özbiliz voor FC Kuban in de uitwedstrijd tegen Alaniya (2-1 verlies). Op 2 september 2012 scoorde Özbiliz zijn eerste officiële doelpunt voor FC Kuban in een competitie wedstrijd uit tegen Dinamo Moskou (1-2 winst). Met Kuban speelde Özbiliz een goed seizoen. Özbiliz werd benoemd tot beste vleugelspeler van de Russische competitie in het seizoen 2012/13. Özbiliz hield met 4,19 punten van de 5 Keisuke Honda en Aiden McGeady achter zich. In totaal kwam Özbiliz 22 wedstrijden in actie voor Kuban waarin hij 9 keer wist te scoren. Op 26 mei 2013 werd op de slotdag van de competitie de vijfde plaats behaald wat betekende dat Kuban het volgende seizoen mocht uitkomen in de UEFA Europa League.

### Spartak Moskou
Op 26 juli 2013 tekende Özbiliz een meerjarig contract bij Spartak Moskou. De transfer leverde Kuban Krasnodar een bedrag van ongeveer 10 miljoen euro op.
Een dag later op 27 juli 2013 maakte Özbiliz zijn debuut voor Spartak Moskou in de competitiewedstrijd uit bij Dinamo Moskou kwam Özbiliz in de 70e minuut bij een 4-0-voorsprong in het veld voor Aiden McGeady, de wedstrijd werd uiteindelijk met 4-1 gewonnen door Spartak Moskou. In de thuiswedstrijd tegen het Zwitserse FC Sankt Gallen in de play-off ronde van de UEFA Europa League maakte Özbiliz zijn Europese debuut voor Spartak Moskou, hij scoorde in de eerste minuut meteen zijn eerste officiële doelpunt voor Spartak. Ondanks de goal van Özbiliz verloor Spartak met 2-4 wat uitschakeling betekende. Op 22 september 2013 maakte Özbiliz zijn eerste doelpunt voor Spartak Moskou in de Russische competitie. In de thuiswedstrijd tegen CSKA Moskou scoorde Özbiliz de openingstreffer in de met 3-0 gewonnen wedstrijd.

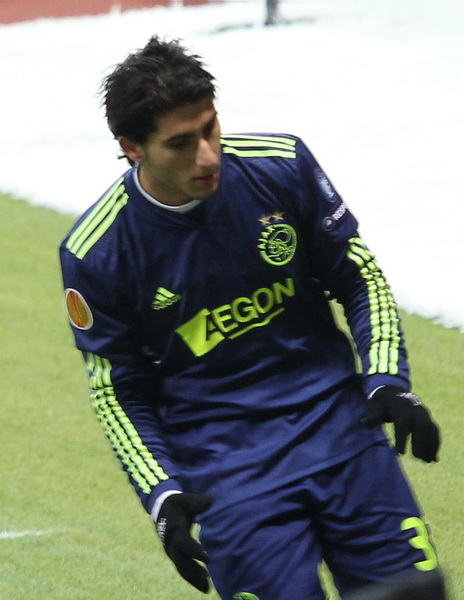
Özbiliz in het tenue van Ajax

Na afloop van zijn eerste seizoen bij Spartak scheurde hij tijdens een oefeninterland met Armenië zijn kruisband af. Deze blessure hield hem het seizoen 2014/15 aan de kant. Pas tijdens de laatste speelronde van datzelfde seizoen maakte Özbiliz zijn rentree. Na zijn blessure moest hij het doen met louter invalbeurten onder de nieuwe trainer Dmitri Alenitsjev.

### Beşiktaş
In januari 2016 maakte hij de overstap naar het Turkse Beşiktaş waar hij een contract tekende tot medio 2020. Beşiktaş betaalde circa €1.300.000,- voor hem aan Spartak Moskou. Hij werd door Beşiktaş direct verhuurd aan het Spaanse Rayo Vallecano om daar zijn speelminuten te maken. Hij kwam tijdens zijn verhuurperiode bij Rayo Vallecano tot slechts 3 officiële wedstrijden waarna hij terugkeerde bij Beşiktaş. Voor Beşiktaş maakte hij op 20 augustus 2016 zijn officiële debuut in een thuiswedstrijd tegen Alanyaspor. Özbiliz kwam vlak voor tijd in het veld voor Ricardo Quaresma. Beşiktaş won deze wedstrijd met 4-1.

### Willem II, Pjoenik en Urartu
Özbiliz werd voor het seizoen 2018/19 gehuurd door Willem II. Op 4 april 2019 werd de huurovereenkomst voortijdig ontbonden. In augustus 2019 werd ook zijn contract bij Beşiktaş ontbonden. Hierna ging hij naar Pjoenik Jerevan. Özbiliz speelde van medio 2022 tot november 2023 bij het Armeense FC Urartu waarna hij zijn loopbaan beëindigde.

## Clubstatistieken
| Seizoen         | Club               |                    | Competitie        | Competitie | Competitie | Beker | Beker | Internationaal | Internationaal | Totaal | Totaal |
| Seizoen         | Club               | Wed.               | Competitie        | Dlp.       | Wed.       | Dlp.  | Wed.  | Dlp.           | Wed.           | Dlp.   |        |
| --------------- | ------------------ | ------------------ | ----------------- | ---------- | ---------- | ----- | ----- | -------------- | -------------- | ------ | ------ |
| 2010/11         | AFC Ajax           | Vlag van Nederland | Eredivisie        | 14         | 1          | 3     | 0     | 3              | 0              | 20     | 1      |
| 2011/12         | AFC Ajax           | Vlag van Nederland | Eredivisie        | 12         | 1          | 2     | 0     | 2              | 1              | 16     | 2      |
| 2012/13         | AFC Ajax           | Vlag van Nederland | Eredivisie        | 0          | 0          | 1     | 0     | 0              | 0              | 1      | 0      |
| 2012/13         | Kuban' Krasnodar   | Vlag van Rusland   | Premjer-Liga      | 22         | 9          | 2     | 0     | —              | —              | 24     | 9      |
| 2013/14         | Kuban' Krasnodar   | Vlag van Rusland   | Premjer-Liga      | 2          | 2          | 0     | 0     | 0              | 0              | 2      | 2      |
| 2013/14         | Spartak Moskou     | Vlag van Rusland   | Premjer-Liga      | 27         | 3          | 2     | 0     | 1              | 1              | 30     | 4      |
| 2014/15         | Spartak Moskou     | Vlag van Rusland   | Premjer-Liga      | 1          | 0          | 0     | 0     | 0              | 0              | 1      | 0      |
| 2015/16         | Spartak Moskou     | Vlag van Rusland   | Premjer-Liga      | 7          | 0          | 2     | 1     | —              | —              | 9      | 1      |
| 2015/16         | → Rayo Vallecano   | Vlag van Spanje    | Primera División  | 3          | 0          | 0     | 0     | —              | —              | 3      | 0      |
| 2016/17         | Beşiktaş           | Vlag van Turkije   | Süper Lig         | 1          | 0          | 3     | 0     | 0              | 0              | 4      | 0      |
| 2017/18         | Beşiktaş           | Vlag van Turkije   | Süper Lig         | 0          | 0          | 1     | 1     | —              | —              | 1      | 1      |
| 2017/18         | → Sheriff Tiraspol | Vlag van Moldavië  | Divizia Nationala | 4          | 0          | 0     | 0     | —              | —              | 4      | 0      |
| 2018/19         | → Willem II        | Vlag van Nederland | Eredivisie        | 14         | 1          | 3     | 1     | —              | —              | 17     | 2      |
| 2019/20         | Pjoenik Jerevan    | Vlag van Armenië   | Bardzragujn chumb | 11         | 5          | 0     | 0     | 0              | 0              | 11     | 5      |
| 2020/21         | Pjoenik Jerevan    | Vlag van Armenië   | Bardzragujn chumb | 6          | 0          | 0     | 0     | 0              | 0              | 6      | 0      |
| 2021/22         | Pjoenik Jerevan    | Vlag van Armenië   | Bardzragujn chumb | 6          | 0          | 1     | 0     | —              | —              | 7      | 0      |
| 2022/23         | Pjoenik Jerevan    | Vlag van Armenië   | Bardzragujn chumb | 16         | 3          | 3     | 2     | 3              | 1              | 22     | 5      |
| 2023/24         | Urartu             | Vlag van Armenië   | Bardzragujn chumb | 11         | 3          | 1     | 0     | 4              | 0              | 16     | 3      |
| Carrière totaal | Carrière totaal    | Carrière totaal    | Carrière totaal   | 157        | 28         | 24    | 5     | 13             | 3              | 194    | 35     |

## Interlandcarrière
In maart 2011 gaf Özbiliz aan voor het Nederlands  voetbalelftal uit te willen komen. Hij werd meerdere keren opgenomen in de (voor)selectie voor Jong Oranje maar andere spelers kregen de voorkeur.
In oktober 2011 koos hij ervoor om voor het Armeens voetbalelftal uit te kunnen komen. Onder leiding van bondscoach Vardan Minasyan debuteerde Özbiliz op 29 februari 2012 in het Armeens voetbalelftal in het oefenduel tegen Canada. Hij begon in de basisopstelling en scoorde bij zijn debuut door een penalty te benutten in de 90ste minuut. Het duel werd gespeeld in Limassol, Cyprus.
In de oefenwedstrijd tegen Algerije op 31 mei 2014 scheurde hij zijn kruisband af. Deze blessure hield hem ruim negen maanden aan de kant. Hij maakte op 13 juni 2015, ruim een jaar later, zijn rentree voor Armenië in een kwalificatiewedstrijd voor het EK 2016 tegen Portugal (3-1 verlies). Armenië wist zich voor dit EK niet te kwalificeren doordat het als laatste eindigde in de groep.
| Interlands van Aras Özbiliz voor Armenië | Interlands van Aras Özbiliz voor Armenië | Interlands van Aras Özbiliz voor Armenië | Interlands van Aras Özbiliz voor Armenië | Interlands van Aras Özbiliz voor Armenië | Interlands van Aras Özbiliz voor Armenië |
| №                                        | Datum                                    | Wedstrijd                                | Uitslag                                  | Competitie                               | Doelpunten                               |
| Als speler van Ajax                      | Als speler van Ajax                      | Als speler van Ajax                      | Als speler van Ajax                      | Als speler van Ajax                      | Als speler van Ajax                      |
| ---------------------------------------- | ---------------------------------------- | ---------------------------------------- | ---------------------------------------- | ---------------------------------------- | ---------------------------------------- |
| 1.                                       | 29 februari 2012                         | Armenië – Canada                         | 3 – 1                                    | Vriendschappelijk                        | 90'                                      |
| Als speler van Kuban Krasnodar           |                                          |                                          |                                          |                                          |                                          |
| 2.                                       | 15 augustus 2012                         | Armenië – Wit-Rusland                    | 1 – 2                                    | Vriendschappelijk                        |                                          |
| 3.                                       | 7 september 2012                         | Malta – Armenië                          | 0 – 1                                    | Kwalificatie WK 2014                     |                                          |
| 4.                                       | 11 september 2012                        | Bulgarije – Armenië                      | 1 – 0                                    | Kwalificatie WK 2014                     |                                          |
| 5.                                       | 12 oktober 2012                          | Armenië – Italië                         | 1 – 3                                    | Kwalificatie WK 2014                     |                                          |
| 6.                                       | 14 november 2012                         | Armenië – Litouwen                       | 4 – 2                                    | Vriendschappelijk                        | 72'                                      |
| 7.                                       | 5 februari 2013                          | Armenië – Luxemburg                      | 1 – 1                                    | Vriendschappelijk                        |                                          |
| 8.                                       | 26 maart 2013                            | Armenië – Tsjechië                       | 0 – 3                                    | Kwalificatie WK 2014                     |                                          |
| 9.                                       | 7 juni 2013                              | Armenië – Malta                          | 0 – 1                                    | Kwalificatie WK 2014                     |                                          |
| 10.                                      | 11 juni 2013                             | Denemarken – Armenië                     | 0 – 4                                    | Kwalificatie WK 2014                     | 19'                                      |
| Als speler van Spartak Moskou            |                                          |                                          |                                          |                                          |                                          |
| 11.                                      | 14 augustus 2013                         | Albanië – Armenië                        | 2 – 0                                    | Vriendschappelijk                        |                                          |
| 12.                                      | 6 september 2013                         | Tsjechië – Armenië                       | 1 – 2                                    | Kwalificatie WK 2014                     |                                          |
| 13.                                      | 10 september 2013                        | Armenië – Denemarken                     | 0 – 1                                    | Kwalificatie WK 2014                     |                                          |
| 14.                                      | 11 oktober 2013                          | Armenië – Bulgarije                      | 2 – 1                                    | Kwalificatie WK 2014                     | 45+1'                                    |
| 15.                                      | 15 oktober 2013                          | Italië – Armenië                         | 2 – 2                                    | Kwalificatie WK 2014                     |                                          |
| 16.                                      | 27 mei 2014                              | Verenigde Arabische Emiraten – Armenië   | 3 – 4                                    | Vriendschappelijk                        |                                          |
| 17.                                      | 31 mei 2014                              | Algerije – Armenië                       | 3 – 1                                    | Vriendschappelijk                        |                                          |
| 18.                                      | 13 juni 2015                             | Armenië – Portugal                       | 2 – 3                                    | Kwalificatie EK 2016                     |                                          |
| 19.                                      | 4 september 2015                         | Servië – Armenië                         | 2 – 0                                    | Kwalificatie EK 2016                     |                                          |
| 20.                                      | 7 september 2015                         | Armenië – Denemarken                     | 0 – 0                                    | Kwalificatie EK 2016                     |                                          |
| 21.                                      | 8 oktober 2015                           | Frankrijk – Armenië                      | 4 – 0                                    | Vriendschappelijk                        |                                          |
| 22.                                      | 11 oktober 2015                          | Armenië – Albanië                        | 0 – 3                                    | Kwalificatie EK 2016                     |                                          |
| Als speler van Rayo Vallecano            |                                          |                                          |                                          |                                          |                                          |
| 23.                                      | 25 maart 2016                            | Armenië – Wit-Rusland                    | 0 – 0                                    | Vriendschappelijk                        |                                          |
| 24.                                      | 28 mei 2016                              | Guatemala – Armenië                      | 1 – 7                                    | Vriendschappelijk                        |                                          |
| Als speler van Beşiktaş                  |                                          |                                          |                                          |                                          |                                          |
| 25.                                      | 4 september 2016                         | Denemarken – Armenië                     | 1 – 0                                    | Kwalificatie WK 2018                     |                                          |

Bijgewerkt t/m 4 september 2016

## Erelijst
Met  AFC Ajax
| Competitie               | Winnaar | Winnaar          | Runner-up | Runner-up |
| Competitie               | Aantal  | Jaren            | Aantal    | Jaren     |
| ------------------------ | ------- | ---------------- | --------- | --------- |
| Nationaal                |         |                  |           |           |
| Nederlands landskampioen | 2×      | 2010/11, 2011/12 |           |           |
| KNVB beker               |         |                  | 1×        | 2010/11   |

Met  Beşiktaş
| Competitie          | Winnaar | Winnaar | Runner-up | Runner-up |
| Competitie          | Aantal  | Jaren   | Aantal    | Jaren     |
| ------------------- | ------- | ------- | --------- | --------- |
| Nationaal           |         |         |           |           |
| Turks landskampioen | 1×      | 2016/17 |           |           |

Met  Urartu
| Competitie            | Winnaar | Winnaar | Runner-up | Runner-up |
| Competitie            | Aantal  | Jaren   | Aantal    | Jaren     |
| --------------------- | ------- | ------- | --------- | --------- |
| Nationaal             |         |         |           |           |
| Armeens landskampioen | 1×      | 2023    |           |           |
| Beker van Armenië     | 1x      | 2013    |           |           |

Individueel
| Rusland                                  |    |         |
| Beste vleugelspeler Russische competitie | 1× | 2012/13 |
| Ajax                                     |    |         |
| Talent van De Toekomst                   | 1× | 2009    |

## Persoonlijk
Met zijn keuze voor het Armeens voetbalelftal in 2011 verloor Özbiliz, zonder dat hij het wist, ook de Nederlandse nationaliteit. In 2014 kon hij als speler van Spartak Moskou zijn Nederlandse paspoort echter nog verlengen. Toen hij in 2019 tijdens zijn huurperiode bij Willem II in Nederland wederom zijn paspoort wilde verlengen, kreeg hij te horen dat hij de Nederlandse nationaliteit al in 2011 verloren had. Pogingen van Özbiliz om zijn Nederlandse nationaliteit terug te krijgen, liepen op niets uit waardoor hij zijn carrière in Armenië moest voortzetten.
Na zijn spelersloopbaan werd hij jeugdtrainer. Eind 2023 stelde hij zich tevergeefs kandidaat voor het voorzitterschap van de Armeense voetbalbond (FFA).